# Inger Wikström-Lindgren
Inger Wikström-Lindgren, född 1938 i Vasa, död 2018 i Umeå, var en finlandssvensk journalist, författare och lärare. Hon var bland annat utrikeskorrespondent i Sverige för den svenskspråkiga finländska tidningen Hufvudstadsbladet. Hon var även huvudlärare på Dramatiska institutet och chef för Marginalen-sidan på Svenska Dagbladet.

## Biografi
Wikström-Lindgren föddes 1938 i Vasa i Finland. Efter studenten flyttade hon till Helsingfors. Efter några års studier med inriktning på litteratur och engelska avbröt hon studierna för att bilda familj. Efter att ha tillbringat några år hemma med barn upptog hon en karriär som journalist, först genom att bli anställd vid Rundradions redaktion i Vasa.
Mot slutet av 1970-talet flyttade hon till Stockholm. Under det första året i Stockholm var hon utrikeskorrespondent för Hufvudstadsbladet. Hon strävade genom sina journalistiska insatser efter att göra svenskar mer informerade om Finland och i synnerhet om finlandssvenskar, något hon menade att svenskar hade dålig kännedom om. Hon hade även för Hufvudstadsbladet en programserie som hette "Ambassadör i väst", där hon intervjuade svenska kulturpersonligheter för en finlandssvensk publik.
Under 1980- och 1990-talen höll hon partiledarintervjuer med svenska partiledare. Vid ungefär samma tid började hon som utbildningsansvarig och huvudlärare på radioproducentlinjen på Dramatiska Institutet. Efter det höll hon i kurser för verkande radiojournalister på Sveriges Radio. De sista åren i sitt yrkesliv var hon chef för Svenska Dagbladets Marginalen-sida.
Hon var gift och hade två barn.